# فابیانو سانتاکروسه
فابیانو سانتاکروسه (انگلیسی: Fabiano Santacroce؛ زادهٔ ۲۴ اوت ۱۹۸۶) بازیکن فوتبال اهل ایتالیا است.
از باشگاه‌هایی که در آن بازی کرده‌است می‌توان به باشگاه فوتبال پارما، باشگاه فوتبال برشا، باشگاه فوتبال پادوا، باشگاه فوتبال کومو، باشگاه فوتبال ناپولی، و باشگاه فوتبال ترنانا اشاره کرد.
وی همچنین در تیم ملی فوتبال زیر ۲۱ سال ایتالیا بازی کرده‌است.